# Лоре (Верона)
Лоре је насеље у Италији у округу Верона, региону Венето.
Према процени из 2011. у насељу је живело 72 становника. Насеље се налази на надморској висини од 404 м.